# Herrarnas sprint vid världsmästerskapen i nordisk skidsport 2021
Herrarnas sprint vid världsmästerskapen i nordisk skidsport 2021 arrangerades den 25 februari 2021 i Oberstdorf i Tyskland. Det var den andra tävlingen i längdåkning som avgjordes under mästerskapet, den första för herrar. Tävlingen var i klassisk stil och sprintbanans distans var 1,5 km. 157 utövare från 54 nationer deltog.
Världsmästare blev Johannes Høsflot Klæbo från Norge som därmed tog VM-guld i disciplinen för andra världsmästerskapet i rad. Erik Valnes från Norge tog silver vilket var hans första medalj i ett världsmästerskap. Bronsmedaljör blev Håvard Solås Taugbøl från Norge som även han därmed tog sin första VM-medalj.
Regerande världsmästare från 2019, då i fristil, var Klæbo, medan Federico Pellegrino från Italien och Gleb Retivych från Ryssland var regerande silver- respektive bronsmedaljör. Pellegrino och Retivych blev båda utslagna i semifinal och slutade på elfte respektive nionde plats.

## Resultat

### Final
| Pl | Nr | Namn                   | Nation              | Tid     | Diff.  |
| -- | -- | ---------------------- | ------------------- | ------- | ------ |
| 1  | 1  | Johannes Høsflot Klæbo | Norge               | 3.01,30 | ±0     |
| 2  | 2  | Erik Valnes            | Norge               | 3.01,96 | +0,66  |
| 3  | 6  | Håvard Solås Taugbøl   | Norge               | 3.02,10 | +0,80  |
| 4  | 10 | Aleksandr Bolsjunov    | Ryska skidförbundet | 3.07,22 | +5,92  |
| 5  | 9  | Sergej Ustiugov        | Ryska skidförbundet | 3.18,71 | +17,41 |
| 6  | 28 | Oskar Svensson         | Sverige             | 3.21,79 | +20,49 |

### Semifinaler
Ettan och tvåan i varje heat gick direkt vidare till nästa finalomgång. Utöver dessa gick två åkare vidare på tid som "lucky losers".
| Pl | Nr | Namn                     | Nation              | Tid     | Diff.  |
| -- | -- | ------------------------ | ------------------- | ------- | ------ |
|    | 1  | Johannes Høsflot Klæbo   | Norge               | 2.59,28 | ±0     |
|    | 2  | Erik Valnes              | Norge               | 2.59,40 | +0,12  |
|    | 10 | Aleksandr Bolsjunov (LL) | Ryska skidförbundet | 2.59,78 | +0,50  |
|    | 28 | Oskar Svensson (LL)      | Sverige             | 2.59,95 | +0,67  |
| 10 | 16 | Emil Iversen             | Norge               | 3.00,36 | +1,08  |
| 12 | 13 | Jovian Hediger           | Schweiz             | 3.09,58 | +10,30 |

| Pl | Nr | Namn                 | Nation              | Tid     | Diff. |
| -- | -- | -------------------- | ------------------- | ------- | ----- |
|    | 6  | Håvard Solås Taugbøl | Norge               | 3.04,78 | ±0    |
|    | 9  | Sergej Ustiugov      | Ryska skidförbundet | 3.05,67 | +0,89 |
| 7  | 19 | Richard Jouve        | Frankrike           | 3.05,99 | +1,21 |
| 8  | 4  | Pål Golberg          | Norge               | 3.06,14 | +1,36 |
| 9  | 5  | Gleb Retivych        | Ryska skidförbundet | 3.06,44 | +1,66 |
| 11 | 3  | Federico Pellegrino  | Italien             | 3.06,51 | +1,73 |

### Kvartsfinaler
| Pl | Nr | Namn                   | Nation    | Tid     | Diff.  |
| -- | -- | ---------------------- | --------- | ------- | ------ |
|    | 1  | Johannes Høsflot Klæbo | Norge     | 2.58,84 | ±0     |
|    | 2  | Erik Valnes            | Norge     | 2.59,08 | +0,24  |
| 16 | 26 | Ristomatti Hakola      | Finland   | 2.59,59 | +0,75  |
| 18 | 15 | Marcus Grate           | Sverige   | 2.59,90 | +1,06  |
| 25 | 29 | Valentin Chauvin       | Frankrike | 2.59,94 | +1,10  |
| 30 | 30 | Anton Persson          | Sverige   | 2.59,90 | +11,06 |

| Pl | Nr | Namn                 | Nation              | Tid     | Diff.  |
| -- | -- | -------------------- | ------------------- | ------- | ------ |
|    | 10 | Aleksandr Bolsjunov  | Ryska skidförbundet | 2.58,20 | ±0     |
|    | 28 | Oskar Svensson       | Sverige             | 2.58,39 | +0,19  |
|    | 4  | Pål Golberg (LL)     | Norge               | 2.58,62 | +0,42  |
|    | 13 | Jovian Hediger (LL)  | Schweiz             | 2.58,71 | +0,51  |
| 22 | 17 | Lucas Chanavat       | Frankrike           | 3.01,20 | +3,00  |
| 26 | 20 | James C. Schoonmaker | USA                 | 3.09,89 | +11,69 |

| Pl | Nr | Namn                | Nation              | Tid     | Diff. |
| -- | -- | ------------------- | ------------------- | ------- | ----- |
|    | 16 | Emil Iversen        | Norge               | 3.02,67 | ±0    |
|    | 9  | Sergej Ustiugov     | Ryska skidförbundet | 3.03,31 | +0,64 |
| 14 | 8  | Aleksandr Terentiev | Ryska skidförbundet | 3.03,47 | +0,80 |
| 19 | 23 | Johan Häggström     | Sverige             | 3.03,49 | +0,82 |
| 23 | 18 | Michal Novák        | Tjeckien            | 3.03,64 | +0,97 |
| 27 | 21 | Maicol Rastelli     | Italien             | 3.05,14 | +2,47 |

| Pl | Nr | Namn                 | Nation   | Tid     | Diff.  |
| -- | -- | -------------------- | -------- | ------- | ------ |
|    | 6  | Håvard Solås Taugbøl | Norge    | 3.01,27 | ±0     |
|    | 3  | Federico Pellegrino  | Italien  | 3.01,35 | +0,08  |
| 13 | 7  | Joni Mäki            | Finland  | 3.01,39 | +0,12  |
| 20 | 25 | Marko Kilp           | Estland  | 3.05,79 | +4,52  |
| 24 | 22 | Ludek Seller         | Tjeckien | 3.10,25 | +8,98  |
| 29 | 27 | Janosch Brugger      | Tyskland | 3.11,27 | +10,00 |

| Kvartsfinal 5 \| Pl \| Nr \| Namn \| Nation \| Tid \| Diff. \| \| -- \| -- \| -------------------- \| ------------------- \| ------- \| ------ \| \| \| 5 \| Gleb Retivych \| Ryska skidförbundet \| 3.05,21 \| ±0 \| \| \| 19 \| Richard Jouve \| Frankrike \| 3.05,45 \| +0,24 \| \| 15 \| 12 \| Lauri Vuorinen \| Finland \| 3.06,08 \| +0,87 \| \| 17 \| 11 \| Ben Ogden \| USA \| 3.09,15 \| +3,94 \| \| 21 \| 14 \| Ondřej Černý \| Tjeckien \| 3.19,99 \| +14,78 \| \| 28 \| 24 \| Francesco de Fabiani \| Italien \| 3.34,99 \| +29,78 \| |    |                      |                     |         |        |
| Pl | Nr | Namn                 | Nation              | Tid     | Diff.  |
| | 5  | Gleb Retivych        | Ryska skidförbundet | 3.05,21 | ±0     |
| | 19 | Richard Jouve        | Frankrike           | 3.05,45 | +0,24  |
| 15 | 12 | Lauri Vuorinen       | Finland             | 3.06,08 | +0,87  |
| 17 | 11 | Ben Ogden            | USA                 | 3.09,15 | +3,94  |
| 21 | 14 | Ondřej Černý         | Tjeckien            | 3.19,99 | +14,78 |
| 28 | 24 | Francesco de Fabiani | Italien             | 3.34,99 | +29,78 |